# Clifton (Ohio)
Clifton – wieś w USA, w stanie Ohio, w hrabstwach Clark i Greene.
Liczba mieszkańców w 2010 roku wynosiła 152.